# Sesquialtera ramecourti
Sesquialtera ramecourti är en fjärilsart som beskrevs av Claude Herbulot 1967. Sesquialtera ramecourti ingår i släktet Sesquialtera och familjen mätare. Inga underarter finns listade i Catalogue of Life.